# Calocolobopterus caprai
Calocolobopterus caprai är en skalbaggsart som beskrevs av Dellacasa 1984. Calocolobopterus caprai ingår i släktet Calocolobopterus och familjen Aphodiidae. Inga underarter finns listade.